# Mastoid (Gefäß)

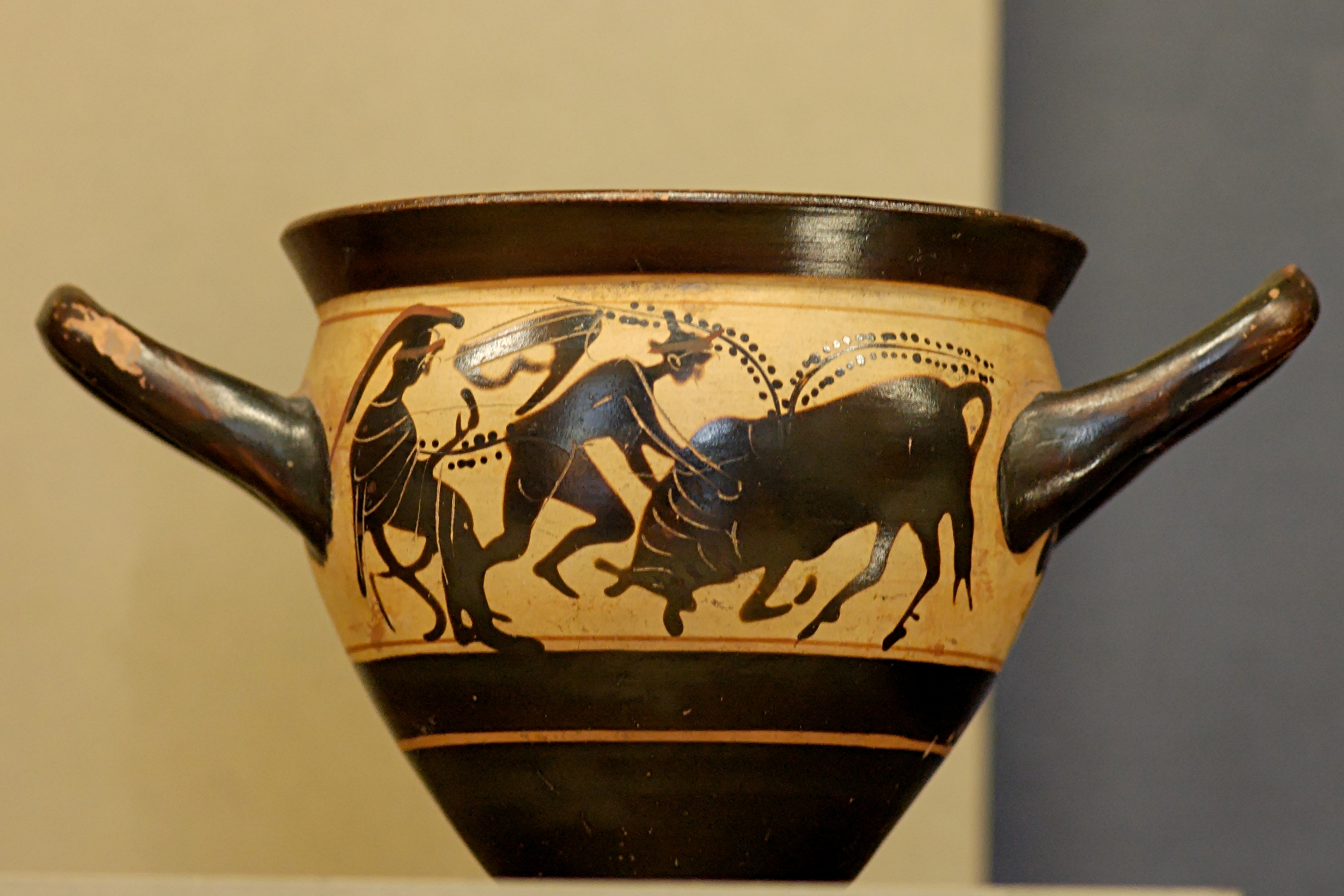
Attisch-schwarzfiguriger Mastoid mit der Darstellung des Kampfes des Herakles mit dem Kretischen Stier, um 500/475 v. Chr., Louvre

Der Mastoid, auch Mastoide Schale, war ein Trinkgefäß der griechischen Antike.
Der Mastoid war eine vor allem im Athen der spätarchaischen Zeit beliebte Form eines Trinkgefäßes. Die erhaltenen Stücke wurden meist um das Jahr 500 v. Chr. und kurz danach geschaffen. Meist sind sie im schwarzfigurigen Stil verziert. Er ist eine Abwandlung der Mastos-Form und hat daher auch seinen Namen. Das altgriechische Wort μαστός (Mastos) bezeichnet die weibliche Brust. Anders als beim Mastos fehlt dem Mastoid die untere, in einer Brustwarze endende Spitze. Anstelle dieses Endes hat der Mastoid einen schmalen, flachen Standfuß. Damit war das Trinkgefäß abstellbar. Die Lippen waren ausgestellt. Es gibt Mastoide mit und ohne Henkel. Von Amasis ist ein Skyphos in ähnlicher Form der Mastoide bekannt, an dem die Henkel senkrecht angebracht waren.